# Southwest Greensburg
Southwest Greensburg est un borough situé au centre du comté de Westmoreland, en Pennsylvanie, aux États-Unis,. En 2010, il comptait une population de 2 155 habitants, estimée au 1er juillet 2020 à 1 914 habitants. Le borough est fondé en 1769 et incorporé le 15 novembre 1890.

## Démographie
Lors du recensement de 2010, le borough comptait une population de 2 155 habitants. Elle est estimée, en 2020, à 1 914 habitants.